# منتخب دارفور لكرة القدم
منتخب دارفور لكرة القدم هو المنتخب الذي يمثل اقليم دارفور في السودان وسكانهم اللاجئين الذي يعيشون حالياً في تشاد، خاض هذا المنتخت منافسات كأس العالم للأقاليم ولعب أول مباراة له في أربيل في العراق وخسرها ب15 هدف دون مقابل أمام منتخب قبرص الشمالية لكرة القدم.